# Paul Déroulède
Paul Déroulède (ur. 2 września 1846, zm. 30 stycznia 1913) – francuski polityk, a także poeta, dramaturg i prozaik. Jako polityk prowadził działalność nacjonalistyczną i antyrepublikańską. Założyciel Ligi Patriotów (Ligue des patriotes).

## Biografia
Urodził się w Paryżu w 1846 roku. Brał udział w wojnie prusko-francuskiej (1870-1871) oraz w walkach z Komuną Paryską. W armii uzyskał stopień porucznika, jednak wskutek wypadku był zmuszony do rezygnacji ze służby wojskowej.
W 1882 roku wraz z historykami Henrim Martinem i Félixem Faure'em założyli Ligę Patriotów. Celem tej organizacji było wspieranie dążeń francuskich do pomszczenia na Niemcach klęski wojennej. Déroulède początkowo pełnił funkcję zastępcy wiceprezesa Faure'a. W marcu 1885 roku sam został prezesem.
Był członkiem parlamentu w latach 1889—92. W roku 1900 za próbę obalenia Republiki drogą zamachu stanu, skazany został na 10–letnie wygnanie.

## Działalność literacka
Wydał pisma polityczne De l'education nationale (1882) i Le livre de la Ligue des patriotes (1887). Jego powieści oraz patriotyczne dramaty nie spotkały się z uznaniem publiczności. Popularne za to były jego pieśni wojenne i żołnierskie Chants du soldat (1872—5, 2 t.) i Refrains militaires (1888).

### Wybrane publikacje
- Le Sergent, in the Théâtre de campagne (1880)
- De l'éducation nationale (1882)
- Monsieur le Uhlan et les trois couleurs (1884)
- Le Premier grenadier de France (1886)
- La Tour d'auvergne (1886)
- Le Livre de Ia ligue des patriotes (1887)
- Refrains militaires (1888)
- Histoire d'amour (1890)
- a pamphlet entitled Désarmement? (1891)
- Chants du paysan (1894)
- Poésies Militaires (1896)
- Messire du Guesclin, drame en vers (1895)
- La mort de Hoche. (1897)
- La Plus belle fille du monde (1898)